# Fuck Your Shadow From Behind
Fuck Your Shadow From Behind war eine deutsche Deathcore-Band, die ihren Musikstil mit Elementen des Melodic Death Metal mischte.

## Geschichte
Gegründet wurde die Band im August 2007 von den Sängern Tobias Jaschinsky und Adrian Schler sowie den Gitarristen Nikita Kamprad, Sven Lutz und Benedikt Willnecker in Würzburg. Der Schlagzeuger Fabian Klinker kam wenig später hinzu. Die Band produzierte eine Demo-CD, die das Interesse mehrerer Labels auf sich zog. Bereits im Dezember desselben Jahres spielte sie als Vorgruppe von Callejon und War from a Harlots Mouth auf deren Wintertour in Deutschland.
Nachdem die Band bei dem Summerbreeze-Newcomer-Contest, bei dem der End-of-Green-Sänger Michelle Darkness in der Jury war, gewinnen konnte, spielte sie 2008 auf der Hauptbühne des Summer Breeze. Bei diesem Wettbewerb setzte sie sich unter anderem gegen Bloodwork aus Paderborn durch.
Im Juli 2009 unterzeichnete die Band einen Vertrag mit dem deutschen Label Bastardized Recordings und produzierte ihr Debütalbum Freigeist, das am 26. Februar 2010 erschien. Freigeist wurde von Amazon (weltweit), Impericon (früher Imperial Clothing) und EMP (beides Deutschland) vertrieben. Die Band unternahm eine Deutschland-Tournee und gab zwei Konzerte in Österreich.
Am 4. September 2010 gab die Band ihre Auflösung bekannt.
Tobias Jaschinsky und Nikita Kamprad spielten nachfolgend in der Band Der Weg einer Freiheit, aus welcher aber Tobias Jaschinsky 2013 ausstieg. Sven Lutz widmet sich elektronischen Klängen in seinem Solo-Projekt Kveld und ist Teil der Band The Kitchen Collective. Benedikt Willnecker und Adrian Schler spielen bei Ära Krâ. Schler veröffentlicht außerdem im deutschsprachigen Hip-Hop-Bereich unter dem Namen GRAFI.

## Diskografie
- 2007: Demo 2k7 (Eigenproduktion)
- 2008: Demo 2008 (Eigenproduktion)
- 2010: Freigeist (Bastardized Recordings)

## Auszeichnungen
- The New Blood Award[5]
  - 2008: gewonnen